# Torpoint
Torpoint ist eine Stadt im Südosten von Cornwall in Großbritannien.

## Geographie
Die Stadt liegt im Osten der Halbinsel Rame und ist die größte Stadt auf der Halbinsel. Sie liegt am Ufer des Hamoaze genannten Mündungstrichters des Tamar, gegenüber der Marinebasis Devonport. Im Norden grenzt die Stadt an die Mündung des Lynher, südlich der Stadt liegt der St John’s Lake, eine Bucht des Hamoaze, die bei Ebbe trockenfällt und ein wichtiger Lebensraum für Watvögel und Zwischenstopp für Zugvögel ist. Im Westen grenzt die Stadt an die Gemeinden Antony und Millbrook an der Mündung des Millbrook Creek.

## Geschichte
Das Gebiet von Torpoint gehörte bis ins 19. Jahrhundert zur Gemeinde Antony. Der Name wird erstmals 1734 auf einer Karte als Tarr Point erwähnt. In den Kirchbüchern von Antony werden 1745 Handwerker aus Torpoint erwähnt, die Reparaturen an der Kirche vorgenommen haben. Die Siedlung wuchs zu einer kleinen Siedlung für Arbeiter der nahen Marinewerft heran, da in Devonport selbst Wohnraum knapp war und die Stadt Plymouth damals von Devonport ebenfalls nur per Boot oder Schiff erreichbar war. 1760 wurde die Siedlung durch eine Mautstraße mit Liskeard verbunden und war damit auch von Cornwall aus erreichbar. Ab den 1770er Jahren begann Reginald Pole-Carew, der 1771 das nahe Antony House geerbt hatte, mit der planmäßigen Anlage einer neuen Stadt mit einer eigenen kleinen Werft, einer Anlegestelle und einem Lagerhaus. Auf einer Karte von 1774 sind Kalköfen, eine Seilerei, Läden und eine Spinnerei verzeichnet. In den nächsten Jahren entwickelte sich Torpoint zu einem kleinen Hafen für das östliche Cornwall. Diese Entwicklung wurde jedoch schließlich durch die Zollverwaltung unterbunden, die den Hafen nicht kontrollieren konnte oder wollte.
Ab 1791 bestand ein regelmäßiger Fährverkehr nach Devonport, die zweite Fähre über den Tamar neben der seit dem Mittelalter bestehenden Fähre zwischen Stonehouse und Cremyll. Durch den Ausbau der Marinewerft wuchs Torpoint weiter und wurde 1872 als Gemeinde von Antony unabhängig. Mit dem weiteren Ausbau der Marinewerft wuchs die Einwohnerzahl von 2144 (1811) auf 4953 (1911) an. 1904 erhielt die Stadt den Status eines Urban Districts.
Nördlich der Stadt entstand ab 1920 das Yonderberry-Treibstofflager der Royal Navy. Ab 1940 entstanden neben dem Treibstofflager die Marine-Ausbildungseinrichtungen HMS Raleigh und HMS Fisgard. Dies sorgte für ein weiteres Bevölkerungswachstum, doch aufgrund dieser Marineeinrichtungen und wegen der Nähe zu Devonport wurde die Stadt 1941 zum Ziel deutscher Luftangriffe und erlitt dabei schwere Zerstörungen. 2009 wurden die Urban Districts in Cornwall aufgelöst, so dass Torpoint jetzt direkt der Unitary Authority Cornwall unterstellt ist.

## Wirtschaft
Wegen der Lage am St John’s Lake und am Plymouth Sound hat Torpoint eine bei Hobbyseglern und Windsurfern beliebte Marina, dennoch spielt Tourismus für die Stadt kaum eine Rolle. Die Fähre war bis zur Eröffnung der Eisenbahnbrücke über den Tamar bei Saltash im Jahr 1859 die Hauptverbindung zwischen Plymouth und Cornwall, für Fahrzeuge blieb sie bis zum Bau der Autobahnbrücke über den Tamar 1964 die einzige direkte Verbindung von Plymouth nach Cornwall. Die Flottenverkleinerungen der Royal Navy seit den 1960er Jahren führten zu einem Rückgang der Bedeutung der Marinebasis Devonport und damit zu einem Verlust an Arbeitsplätzen. 1983 wurde die Ausbildungsanlage HMS Fisgard mit HMS Raleigh zusammengelegt. Torpoint blieb weiterhin Standort der Ausbildungsanlage HMS Raleigh sowie der Marineband der Royal Navy, doch die Bedeutung der Marine als Arbeitgeber ist stark zurückgegangen.

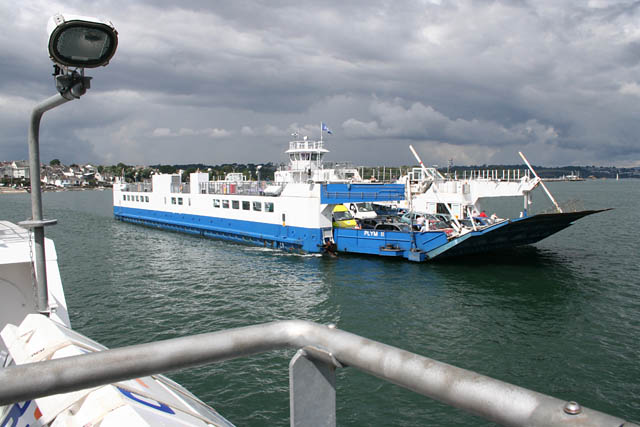
Das Fährschiff Plym II

## Verkehr
Die Fährverbindung über den bei Torpoint 450 m breiten Tamar nach Devonport besteht seit 1791. Ursprünglich erfolgte der Fährverkehr mit Segel- oder Ruderbooten. 1834 wurde von James Rendell eine dampfgetriebene Kettenfähre installiert, die heute als längste Kettenfähre der Welt gilt. Die Fähre wird zusammen mit der Autobahnbrücke über den Tamar von The Tamar Bridge and Torpoint Ferry Joint Committee betrieben, einem gemeinsamen Betrieb der Stadt Plymouth und der Grafschaft Cornwall. Die jetzigen drei Fährboote Tamar II, Plym II und Lynher II sind seit 2005/2006 in Betrieb und können neben Autos und Fußgängern auch LKWs und Busse bis zu 20 t Gewicht transportieren.
Neben der A 374, die dem Lauf der alten Mautstraße nach Liskeard folgt, führt nur die Trevol Road über HMS Raleigh nach Torpoint.

## Sehenswürdigkeiten
Die Kirche St James in der Stadtmitte wurde 1819 im neugotischen Stil errichtet und ist seit 1873 Pfarrkirche.

## Söhne und Töchter der Stadt
- John Langdon-Down (1828–1896), britischer Arzt und Neurologe
- Jim Wiltshire (1903–1984), englischer Fußballschiedsrichter
- Jack Stephens (* 1994), englischer Fußballspieler